# Regionalstraße (Ukraine)

Beispiel der Beschilderung einer Regionalstraße in der Ukraine

Regionalstraße (ukrainisch Регіональні автомобільні дороги Rehionalni awtomobilni dorohy) ist die Bezeichnung für regionale Straßen in der Ukraine.
Die Regionalstraßen in der Ukraine verbinden zwei oder mehr Oblaste miteinander, die großen internationalen Grenzübergänge in die Nachbarstaaten der Ukraine, die internationalen See- und Flughäfen des Landes, die wichtigsten Objekte des nationalen Kulturerbes sowie die Kurorte des Landes mit den nationalen oder internationalen Fernstraßen.
Die Gesamtlänge der Regionalstraßen beträgt 9.503 km (Stand 1. Januar 2024). Regionalstraßen sind in der Ukraine mit dem Buchstaben Р (kyrillisches R) gekennzeichnet.

## Liste
Die folgende Liste umfasst alle Regionalstraßen mit Stand vom 1. Januar 2024.
| Nummer      | Verlauf | Gesamtlänge |
| ----------- | --- | --- |
| P01         | Kiew – Obuchiw | 20,3 km |
| P02         | Kiew – Iwankiw – Owrutsch | 175,2 km (mit Zubringern zum Kernkraftwerk Tschernobyl/Kontrollpunkt Dytjatky und zur Gedenkstätte Nowi Petriwzi 204,5 km) |
| P03         | Südostumfahrung von Kiew | 28,7 km (mit Zubringer zur M 03 32,2 km)                                                                                   |
| P04         | Kiew – Fastiw – Bila Zerkwa – Taraschtscha – Swenyhorodka                                                                    | 214,8 km (mit Zubringern nach Fastiw 216,4 km)                                                                             |
| P05         | Kontrollpunkt Dytjatky – Kontrollpunkt Prypjat                                                                               | 41,6 km (mit Zubringern zum Kernkraftwerk Tschernobyl sowie nach Stracholissja und Stari Sokoly 90,6 km)                   |
| P06         | Kontrollpunkt Tschornobyl – Kontrollpunkt Owrutsch                                                                           | 64,5 km (mit Zubringern nach Prypjat, Marjaniwka und Tschornobyl sowie den Werkskomplexen Wektor und Burjakiwka 112,6 km)  |
| P08         | Nemyriw – Jampil | 119,8 km |
| P09         | Myroniwka – Kaniw | 39,5 km |
| P10         | R 09 – Tscherkassy – Tschyhyryn – Krementschuk                                                                               | 164,5 km (mit Zubringer nach Subotiw 183,5 km)                                                                             |
| P11         | Poltawa – Berestyn | 52,1 km |
| P14         | Luzk – Kiwerzi – Manewytschi – Ljubeschiw – Dolsk                                                                            | 154,2 km |
| P15         | Kowel – Wolodymyr – Scheptyzkyj – Schowkwa                                                                                   | 146,5 km (mit Umfahrung und Zubringer nach Wolodymyr 151,5 km)                                                             |
| P16         | Zubringer zu Sonderobjekten in der Autonomen Republik Krim                                                                   | 86,0 km |
| P17         | Bila Zerkwa – Tetijiw – Lypowez – Humenne – M 30                                                                             | 158,2 km |
| P18         | Schytomyr – Popilnja – Skwyra – Wolodarka – Stawyschtsche                                                                    | 153,6 km |
| P19         | Fastiw – Obuchiw – Rschyschtschiw                                                                                            | 91,7 km |
| P20         | Tjasiw – Snjatyn – Kossiw – Stari Kuty                                                                                       | 160,6 km |
| P21         | Dolyna – Chust | 128,1 km (mit Zubringer nach Chust 128,8 km)                                                                               |
| P22         | Krasna Taliwka – Luhansk | 55,9 km |
| P23         | Simferopol – Feodossija | 109,6 km |
| P24         | Tatariw – Kossiw – Kolomyja – Borschtschiw – Kamjanez-Podilskyj                                                              | 251,7 km |
| P25         | Simferopol – Jewpatorija | 53,0 km |
| P26         | Ostroh – Kremenez | 72,9 km |
| P27         | Sewastopol – Inkerman | 38,5 km |
| P29         | Aluschta – Sudak – Feodossija                                                                                                | 121,3 km |
| P30         | Zubringer nach Irpin | 7,1 km |
| P31         | Berdytschiw – Chmilnyk – M 30                                                                                                | 81,3 km |
| P33         | Winnyzja – Turbiw – Hajssyn – Balta – Welyka Mychajliwka – M 16                                                              | 359,4 km |
| P34         | Jalta – Aluschta | 77,4 km |
| P35         | Hruschiwka – Sudak | 20,2 km |
| P36         | Nemyriw – Mohyliw-Podilskyj                                                                                                  | 105,3 km |
| P37         | Enerhodar – Wassyliwka | 70,3 km |
| P38         | Bohorodtschany – Huta | 36,4 km |
| P39         | Brody – Ternopil | 72,3 km |
| P40         | Rawa-Ruska – Jaworiw – Sudowa Wyschnja                                                                                       | 54,8 km |
| P41         | Umfahrung von Ternopil | 14,5 km |
| P42         | Lubny – Myrhorod – Opischnja – N 12                                                                                          | 122,1 km |
| P43         | M 19 – Laniwzi – N 02 | 56,2 km |
| P44         | Sumy – Putywl – Hluchiw | 131,2 km |
| P45         | Sumy – Krasnopillja – Bohoduchiw                                                                                             | 104,1 km |
| P46         | Charkiw – Ochtyrka | 102,8 km |
| P47         | Cherson – Nowa Kachowka – Henitschesk                                                                                        | 213,4 km (mit Zubringern nach Kachowka und zum Naturschutzgebiet Askanija-Nowa 239,0 km)                                   |
| P48         | R 24 – Sataniw – Wijtiwzi – Bilohirja – R 26                                                                                 | 184,9 km |
| P49         | Waskowytschi – Korosten – Swjahel – Schepetiwka                                                                              | 162,0 km |
| P50         | Jarmolynzi – Sataniw | 48,0 km (mit Zubringern nach Jarmolynzi und Sataniw 55,7 km)                                                               |
| P51         | Merefa – Losowa – Pawlohrad                                                                                                  | 158,5 km |
| P53         | Grenzübergang Malyj Beresnyj – Malyj Beresnyj                                                                                | 3,1 km |
| P54         | Krasnopilka – Teplyk – Berschad – Sawran – Dubynowe – M 05                                                                   | 148,6 km |
| P55         | M 14 – Wosnessensk – Nowyj Buh                                                                                               | 207,0 km |
| P56         | Tschernihiw – Pakul – Slawutytsch – Tschornobyl                                                                              | 59,5 km (mit Zubringer nach Slawutytsch 73,1 km)                                                                           |
| P57         | Oleschky – Hola Prystan – Skadowsk                                                                                           | 82,6 km (mit Zubringer nach Oleschky 85,5 km)                                                                              |
| P58         | Sewastopol – Seehafen Kamyschowa Buchta                                                                                      | 8,2 km |
| P59         | Zubringer zu Sonderobjekten in Sewastopol                                                                                    | 2,9 km |
| P60         | Krolewez – Konotop – Romny – Pyrjatyn                                                                                        | 215,8 km |
| P61         | Baturyn – Konotop – Sumy | 146,2 km (mit Zubringer zum Museumskomplex Hetmanska Stolizja 147,3 km)                                                    |
| P62         | Kryworiwnja – Ust-Putyla – Stari Kuty – Wyschnyzja – Storoschynez – Tscherniwzi                                              | 111,1 km |
| P63         | N 03 – Kelmenzi – Sokyrjany                                                                                                  | 88,5 km (mit Zubringern zu den Grenzübergängen Rossoschany und Kelmenzi 111,2 km)                                          |
| P64         | Kiwschowata – Schuschkiwka – Lyssjanka – Morynzi – Schewtschenkowe – N 16                                                    | 81,1 km |
| P65         | Grenzübergang Mykolajiwka – Semeniwka – Nowhorod-Siwerskyj – Hluchiw – Grenzübergang Kateryniwka                             | 126,0 km |
| P66         | Grenzübergang Demyno-Oleksandriwka – Swatowe – Lyssytschansk – Luhansk                                                       | 231,5 km |
| P67         | Tschernihiw – Nischyn – Pryluky – Pyrjatyn                                                                                   | 183,8 km (mit Zubringer nach Nischyn 191,5 km)                                                                             |
| P68         | Talalajiwka – Itschnja – Trostjanez – N 07                                                                                   | 94,4 km (mit Zubringer zum Museumskomplex Katschaniwka 99,7 km)                                                            |
| P69         | Kiew – Wyschhorod – Desna – Tschernihiw                                                                                      | 135,6 km (mit Zubringer nach Hontschariwske 138,6 km)                                                                      |
| P71         | Odessa – Iwaniwka – Ananjiw – Balta – Pischtschana – Chaschtschuwate – Ladyschynka                                           | 274,1 km |
| P72         | Grenzübergang Starokosatsche – Bilhorod-Dnistrowskyj                                                                         | 32,4 km |
| P73         | N 08 – Nikopol | 63,1 km |
| P75         | Grenzübergang Tymkowe – Balta – Perwomajsk – Domaniwka – Oleksandriwka                                                       | 186,3 km |
| P76         | Prykladnyky – Saritschne – Dubrowyzja                                                                                        | 80,5 km |
| P77         | Riwne – Tutschyn – Hoschtscha – N 25                                                                                         | 65,2 km |
| P78         | Charkiw – Smijiw – Balaklija – Horochowatka                                                                                  | 134,0 km |
| P79         | M 18 – Sachnowschtschyna – Isjum – Kupjansk – Grenzübergang Pisky                                                            | 277,4 km |
| P81         | Kasanka – Snihuriwka – R 47                                                                                                  | 133,9 km |
| P82         | Sosnyzja – Korop – M 02 | 71,9 km |
| P83         | Slawutytsch – Ljubetsch – Ripky – M 01 – Horodnja – N 28 – Snowsk – Korjukiwka – Semeniwka – Kostobobriw – Tschajkyne – N 27 | 264,3 km (mit Zubringern nach Beresna und Bretsch 299,1 km)                                                                |
| P84         | Bibrka – Kamjanka-Buska – Schowkwa – Horodok – Mykolajiw – Schydatschiw – Kalusch – Burschtyn                                | 278,8 km |
| P85         | Dnipro – Wassylkiwka – Pokrowske – Huljajpole – Polohy – Melitopol                                                           | 255,5 km |
| P86         | Hukiw – Dunajiwzi – Mohyliw-Podilskyj                                                                                        | 162,0 km |
| P87         | Halytsch – Pidhajzi – Sataniw                                                                                                | 132,1 km |
| Gesamtlänge | Gesamtlänge | 9.503,0 km |

Ehemalige Regionalstraßen
- P07 Tschuhujiw – Starobilsk – Milowe, seit 1. Januar 2016 nationale Fernstraße
- P12 Tschernihiw – Mena – Sosnyzja – Hremjatsch, seit 1. Januar 2016 nationale Fernstraße
- P13 Tschernihiw – Horodnja – Senkiwka, seit 1. Januar 2016 nationale Fernstraße
- P28 Wystupowytschi – Owrutsch – Schytomyr, seit 1. Januar 2016 Teil der internationalen Fernstraße
- P32 Kremenez – Bila Zerkwa – Rschyschtschiw, seit 1. Januar 2016 Teil der nationalen Fernstraße
- P52 Dnipro – Zarytschanka – Kobeljaky – Reschetyliwka, seit 1. Januar 2016 nationale Fernstraße
- P70 Odessa – Bilhorod-Dnistrowskyj – Monaschi, seit 1. Januar 2016 nationale Fernstraße
- P74 Pjatychatky – Krywyj Rih – Schyroke, seit 1. Januar 2024 bis Krywyj Rih Territorialstraße T-04-07, weiter Teil der T-04-47
- P80 Kamjanske – Mykolajiwka – Solone – N 08, seit 1. Januar 2024 Territorialstraße T-04-10